# A keresztény felekezetek listája a hívők száma szerint
A kereszténység a legnagyobb világvallás, melynek 2020-ban világszerte mintegy 2,6 milliárd névleges híve volt, ami a világ népességének kb. 33%-át teszi ki. Ez a cikk a kereszténységen belüli felekezetek hívőinek számával foglalkozik. Az adatok többnyire a megkeresztelteknek az egyházak saját nyilvántartása szerinti és nem feltétlen a gyakorlók számát jelentik.
A kereszténység megoszlása a Pew Research agytröszt 2011-es adatai alapján:

## Kereszténység

### Katolicizmus - 1,3 milliárd

A katolicizmus térképe, amely azt mutatja, hogy 2011-ben a népesség hány százaléka tartozik a kereszténység ezen ágához. (Pew Research)

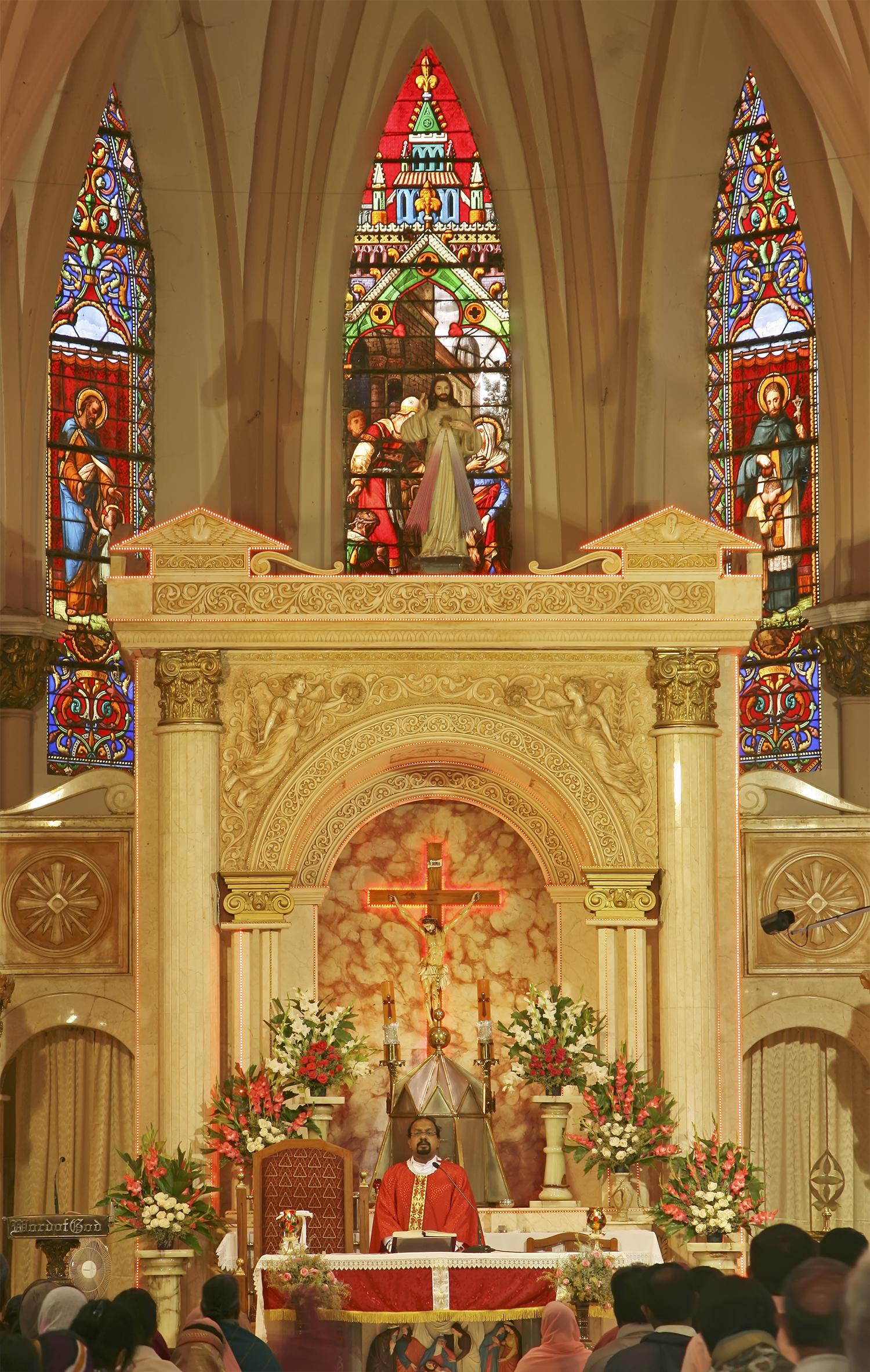
Katolikus istentisztelet, Bengaluru, India

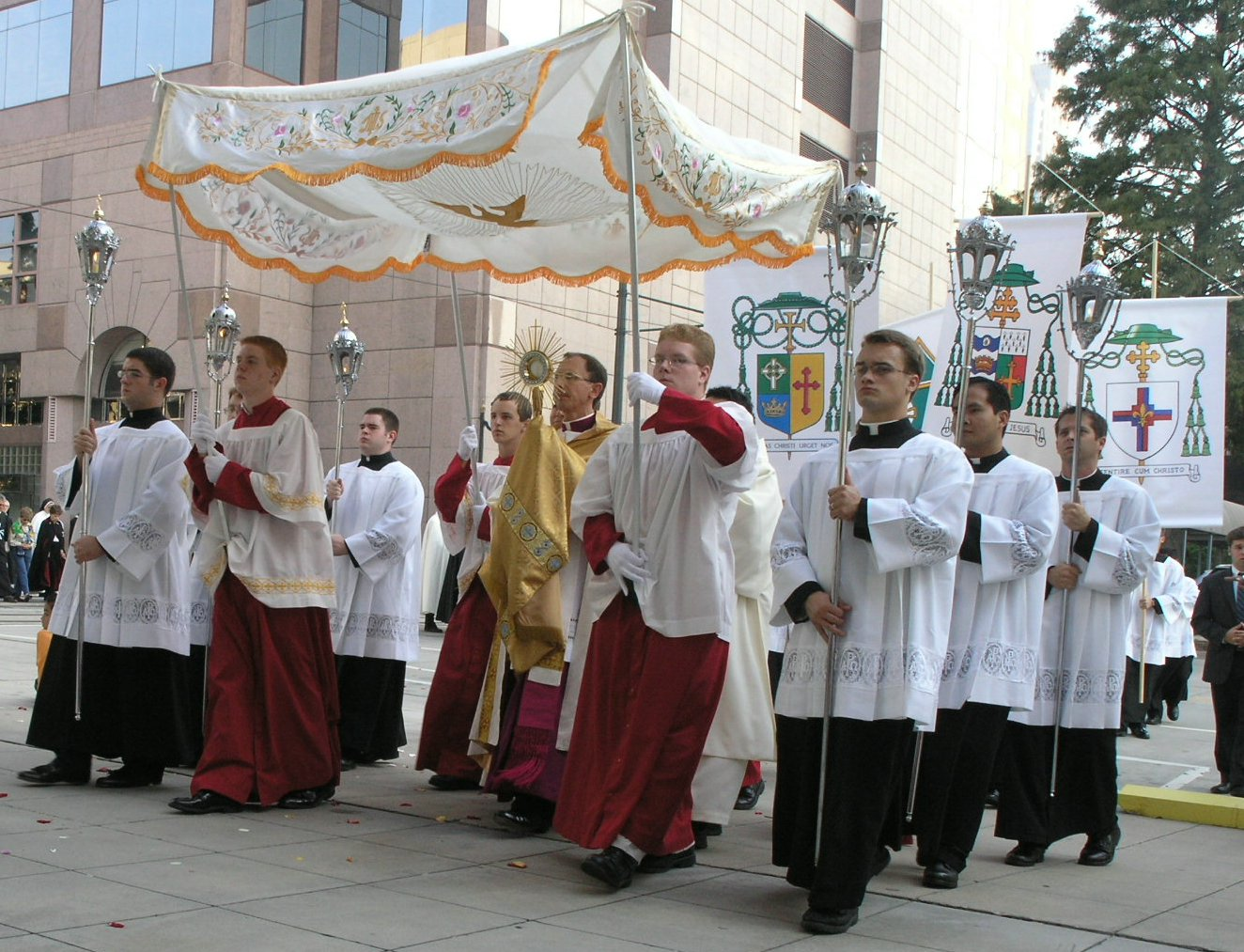
Katolikusok egy eucharisztikus körmenten

A katolicizmus a kereszténység legnagyobb ága, névlegesen 1,3 milliárddal hívővel, ezen belül a római katolikus egyház a legnagyobb a felekezetek között.
Latin rítusú katolikus egyház - 1,3 milliárd
Keleti katolikus egyházak - 18 millió 
- Bizánci rítus - 8,2 millió
  - Ukrán görög katolikus egyház - 5,5 millió [6]
  - Melkite görög katolikus egyház - 1,6 millió
  - Román görög katolikus egyház - 0,5 millió
  - Ruszin görögkatolikus egyház - 0,4 millió
  - Magyar Görögkatolikus Egyház - 0,3 millió
  - Szlovák görög katolikus egyház - 0,3 millió
  - Belorusz görögkatolikus egyház - 0,1 millió
  - Olasz-albán katolikus egyház - 0,01 millió
  - Horvátország és Szerbia görögkatolikus egyháza - 0,01 millió
  - Grúz bizánci katolikus egyház (not sui iuris) - 0,01 millió;[7]
  - Albán görögkatolikus egyház - 0,01 millió [8]
  - Orosz görögkatolikus egyház - 0,01 millió [9]
  - Macedón görögkatolikus egyház - 0,001 millió [10]
  - Bolgár görögkatolikus egyház - 0,001 millió
  - Görög bizánci katolikus egyház - 0,001 millió
- Kelet-szíriai rítus - 4,9 millió
  - Ciró-Malabar katolikus egyház - 4,3 millió
  - Káld katolikus egyház - 0,6 millió
- Nyugati szíriai rítus - 4,2 millió
  - Maronita egyház - 3,5 millió
  - Sziró-Malankara katolikus egyház - 0,5 millió
  - Szíriai Katolikus Egyház - 0,2 millió
- Örmény rítus - 0,8 millió
  - Örmény katolikus egyház - 0,8 millió
- Alexandriai rítus - 0,5 millió
  - Kopt katolikus egyház - 0,2 millió
  - Eritreai katolikus egyház - 0,2 millió
  - Etióp katolikus egyház - 0,1 millió [11]

Kanonikusan szabályozatlan csoportok
- X. Szent Pius Társaság - kb. 1 millió [12]

#### Független katolicizmus - 18 millió
Különböző felekezetek, akik katolikusnak vallják magukat, annak ellenére, hogy nem kapcsolódnak a katolikus egyházhoz.
- Fülöp-szigeteki Független Egyház - 6 millió [14] (az anglikán közösség része) [15]
- Kínai Hazafias Katolikus Egyesület - 5 millió [16]
- Brazil katolikus apostoli egyház - 5 millió [17]
- Tradicionális mexikói-amerikai katolikus egyház - 2 millió
- Ókatolikus egyház - 0,1 millió (az anglikán közösség része) [18]
- Lengyel Nemzeti Katolikus Egyház - 0,03 millió
- Apostoli Katolikus Egyház - 0,005 millió
- Palmáriai katolikus egyház - 0,002 millió [19]

### Protestantizmus - kb. 900 millió

A protestantizmus térképe a népesség százalékos arányában (2010).

A protestantizmus a keresztények második legnagyobb csoportja követői száma szerint. Becslések 800 millió és 1 milliárd között változnak, vagyis az összes keresztény közel 40% -a. Ennek a széles skálának a legfőbb oka az, hogy nincs egyetértés a vallási tudósok között arról, hogy mely felekezetek alkotják a protestantizmust. Például a legtöbb forrás, – de nem mindegyik, – az anabaptizmust, az anglikánizmust, a baptistákat és másokat is a protestantizmus részeként fog fel. Ráadásul a protestáns felekezetek egyáltalán nem alkotnak a katolikus egyházhoz, vagy a keleti ortodox közösséghez hasonló struktúrát. Ettől függetlenül a 900 milliós hívőtábor a legelfogadottabb adat a különböző szerzők és kutatók között. Ez a 900 milliós adat magában foglalja az anglikán közösséget, valamint az anabaptistákat, a baptistákat és számos más csoportot, amelyek néha elutasítják a "protestáns" megjelölést.

#### Történelmi protestantizmus - 300–400 millió
A történelmi protestáns egyházak tagjai száma 300-400 millió.

##### Anglikán - 110 millió

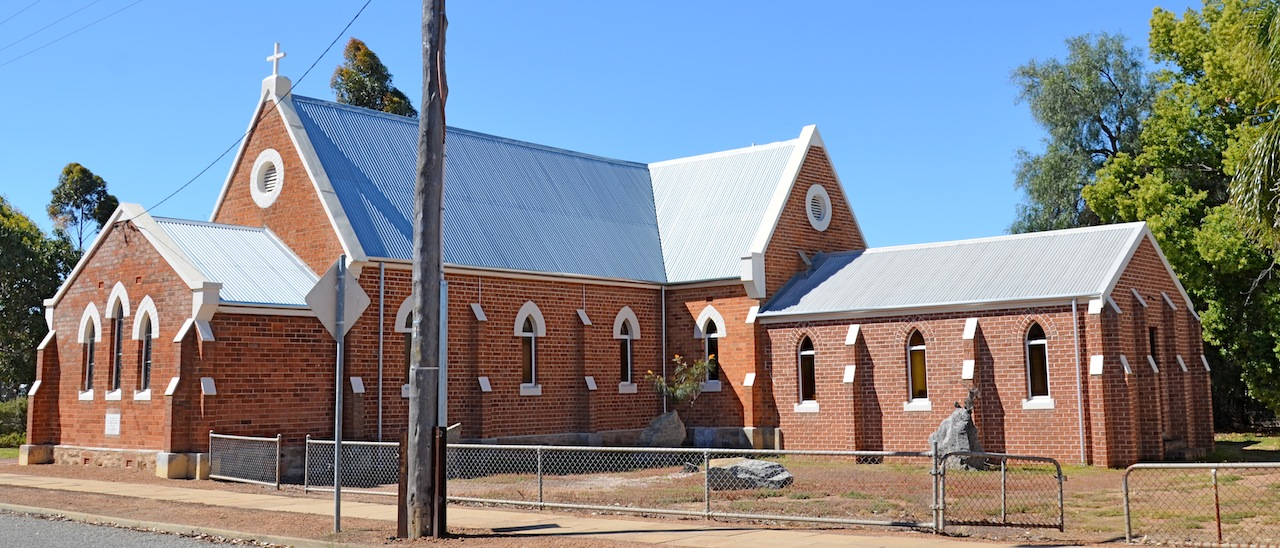
Az anglikán közösség temploma Ausztráliában

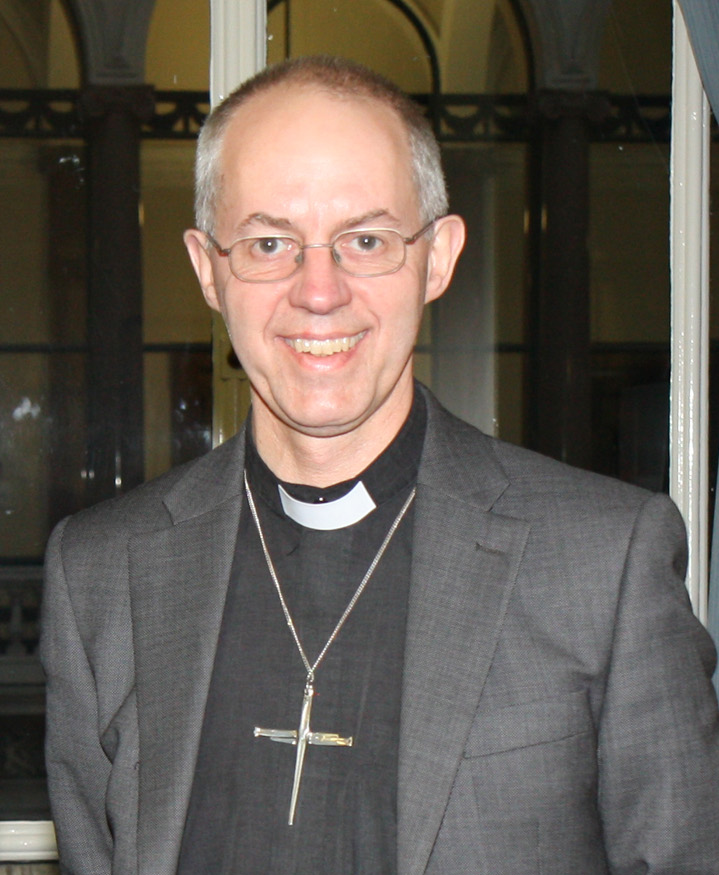
Az anglikán közösség canterbury érseke

Körülbelül 110 millió keresztény tartozik az anglikán hagyományhoz.
- Anglikán Közösség - 85 millió [30][31][32][33][34]
  - Church of England - 25,0 millió [35]
  - Nigériai egyház - 20,1 millió [36]
  - Ugandai egyház - 8,1 millió [37]
  - Kenyai Anglikán Egyház - 5,0 millió [38]
  - Dél-Szudán és Szudán Püspöki Egyháza - 4,5 millió [39]
  - Dél-Indiai Egyház - 3,8 millió [40]
  - Ausztrál Anglikán Egyház - 3,1 millió [41]
  - Dél-afrikai Anglikán Egyház - 2,3 millió [42]
  - Tanzániai Anglikán Egyház - 2,0 millió [43]
  - Episzkopális Egyház (Egyesült Államok) - 1,8 millió [44]
  - Észak-indiai Egyház - 1,5 millió [45]
  - Ruandai Anglikán Egyház - 1,0 millió [46]
  - Közép-Afrika Egyháza - 0,9 millió [47]
  - Burundi Anglikán Egyház - 0,8 millió [48]
  - Egyház Nyugat-Indiában - 0,8 millió [49]
  - Anglikán Egyház Aotearoában, Új-Zélandon és Polinéziában - 0,5 millió [50]
  - Az Indiai-óceán Egyháza - 0,5 millió [51]
  - Krisztus Egyháza Kongóban – Kongói Anglikán Közösség - 0,5 millió [52]
  - Pakisztáni Egyház - 0,5 millió [53]
  - Ír Egyház - 0,4 millió [54]
  - Kanadai Anglikán Egyház - 0,4 millió [55]
  - Nyugat-Afrika Egyháza - 0,3 millió [56]
  - Melanéziai Anglikán Egyház - 0,2 millió [57]
  - Püspöki Egyház a Fülöp-szigeteken - 0,1 millió [58]
- Folyamatos anglikán mozgalom és független egyházak - 0,4 millió
  - Hagyományos anglikán közösség - 0,4 millió [59]
  - Észak-Amerikai Anglikán Egyház - 0,09 millió [60]
  - Reformed Evangelical Anglican Church of South Africa - 0,09 millió [61]

##### Baptista mozgalom- 100 millió

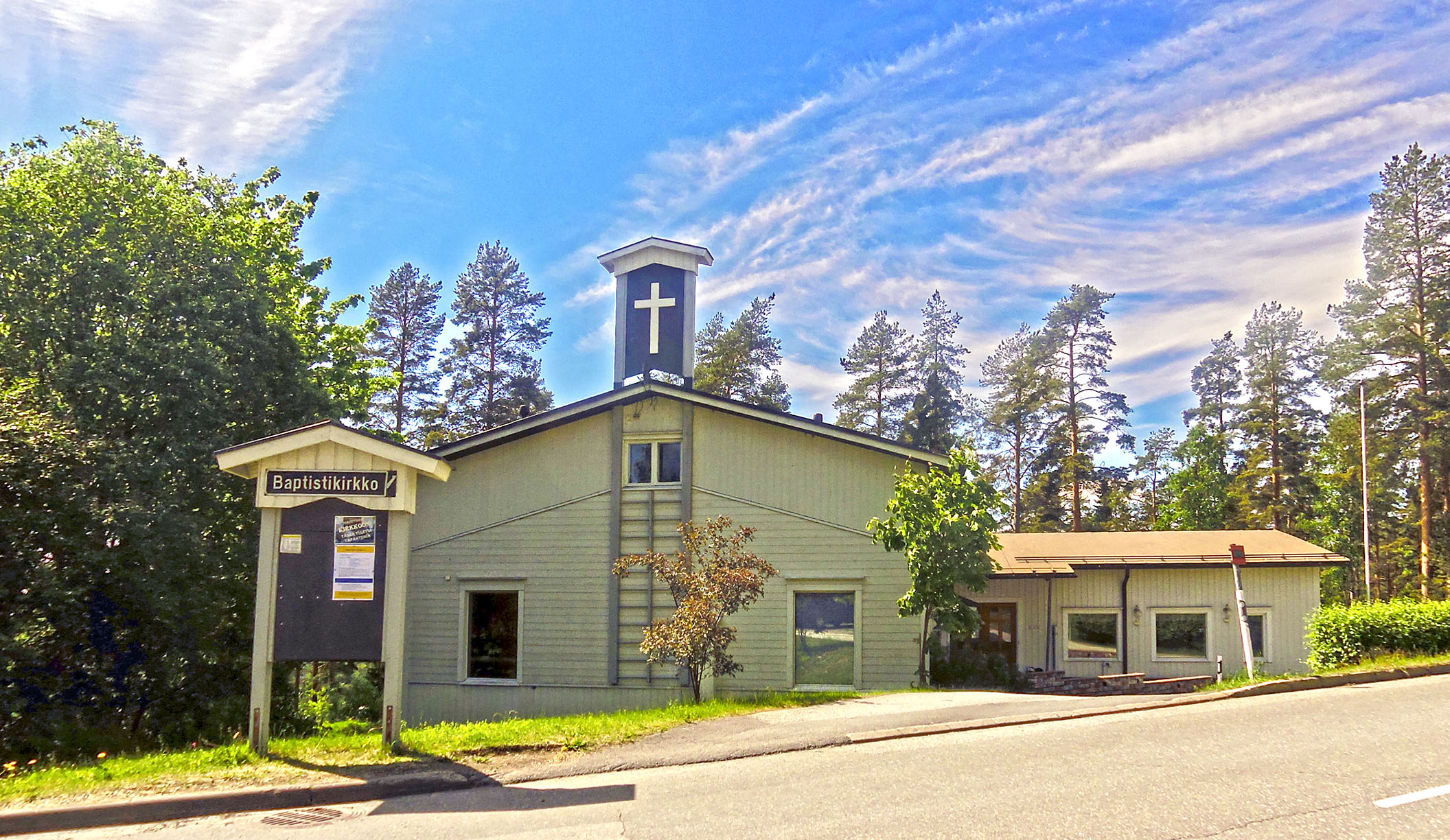
Baptista templom Finnországban

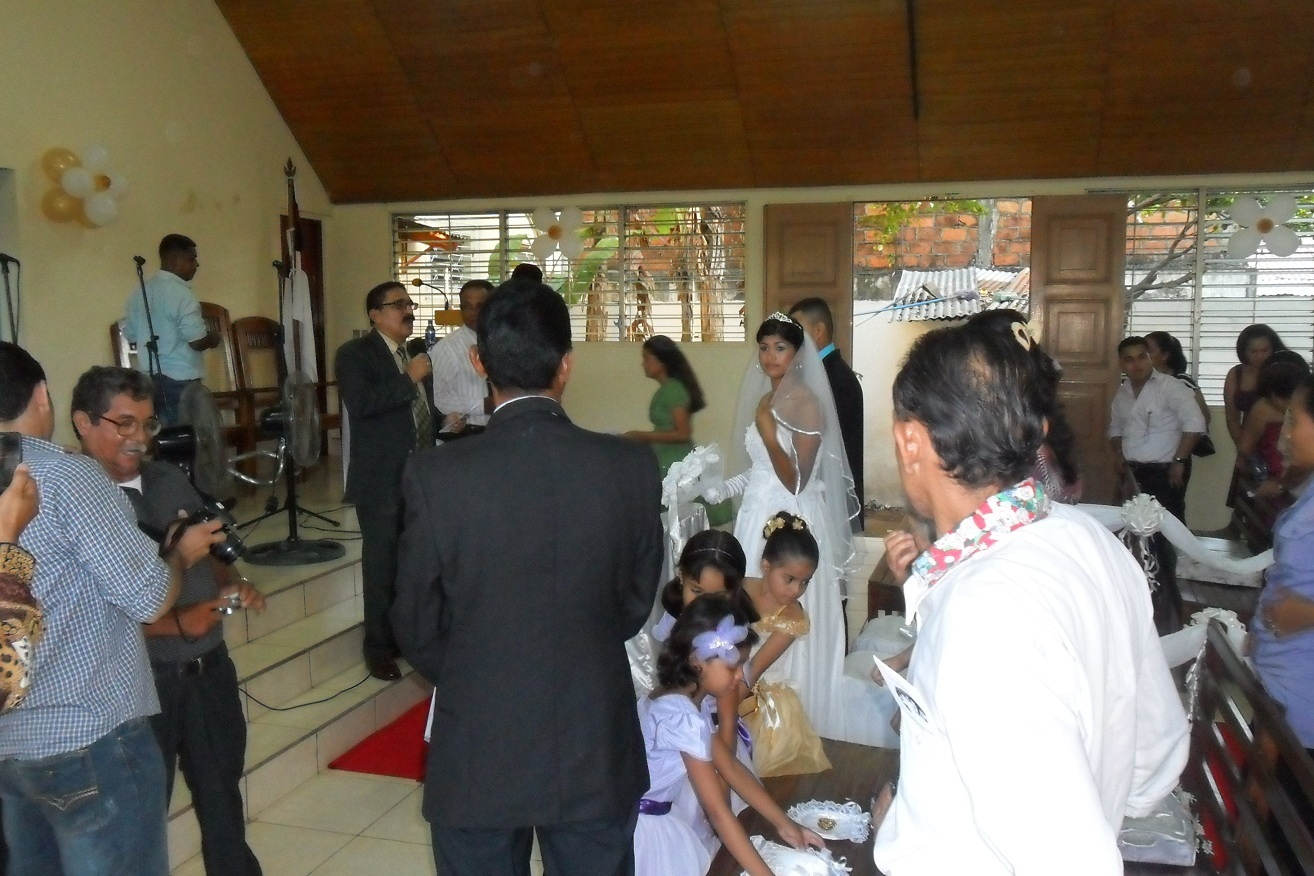
Baptista esküvő Nicaraguában

A Baptista Világszövetség híveinek száma 40 és 50 millió közé esik,  de mintegy 100 millió keresztény vallja magát baptistának vagy baptista típusú gyülekezethez tartozik (2010).
- Déli Baptista Szövetség (USA) - 14,5 millió [68]
- Nemzeti Baptista Szövetség (USA) - 7,5 millió [69]
- Nigériai Baptista Szövetség - 6,5 millió [70]
- Amerikai Missziós Baptista Szövetség - 3,1 millió [71]
- National Baptist Convention of America, Inc. - 3,1 millió
- Ugandai Baptista Unió - 2,5 millió
- Kongói Baptista Közösség - 2,1 millió
- Tanzánia Baptista Szövetsége - 2,0 millió
- Texas Baptista Általános Szövetsége - 2,0 millió
- Brazil Baptista Szövetség - 1,6 millió
- Progresszív Nemzeti Baptista Szövetség - 1,5 millió
- Baptista Egyházak Tanácsa Északkelet-Indiában - 1,3 millió
- Amerikai Baptista Egyházak, USA - 1,2 millió
- Nemzetközi Baptista Bibliai Közösség - 1,2 millió [72]
- Lott Carey Foreign Mission Convention - 1,1 millió
- Kongói Baptista Közösség - 1,1 millió
- National Primitive Baptist Convention of the U.S.A. - 1,0 millió
- Mianmari Baptista Szövetség - 1,0 millió
- Cooperative Baptist Fellowship - 0,8 millió
- Virginia Baptista Általános Egyesülete - 0,6 millió
- Kenyai Baptista Szövetség - 0,6 millió
- Nagaland Baptista Egyház Tanácsa - 0,6 millió
- Koreai Baptista Szövetség - 0,5 millió
- Samavesam of Telugu Baptist Churches  - 0,5 millió
- Orissa Evangelical Baptist Crusade - 0,5 millió
- Nemzeti Baptista Szövetség (Brazília) - 0,4 millió
- Malawi Baptista Szövetség - 0,3 millió
- Garo Baptista Szövetség - 0,3 millió
- A Fülöp-szigeteki Baptista Egyházak Konferenciája - 0,3
- Ghánai Baptista Szövetség - 0,3
- Ruandai Baptista Egyházak Uniója - 0,3 millió
- Amerikai Konzervatív Baptista Szövetség - 0,2 millió [73]
- National Association of Free Will Baptists  - 0,2 millió [74]
- A dél-baptista egyházak Visayas és Mindanao kongresszusa - 0,2 millió
- Manipuri Baptista Szövetség - 0,2 millió
- A Közép-afrikai Köztársaság evangélikus baptista egyháza - 0,2 millió
- Converge - 0,2 millió [75]
- Hetednapi baptisták - 0,05 millió [76]

##### Evangélikus kereszténység- 70–90 millió
Az evangélikus kereszténység híveinek száma összesen 70-90 millió hívő, akik a következő egyházakhoz tartoznak:

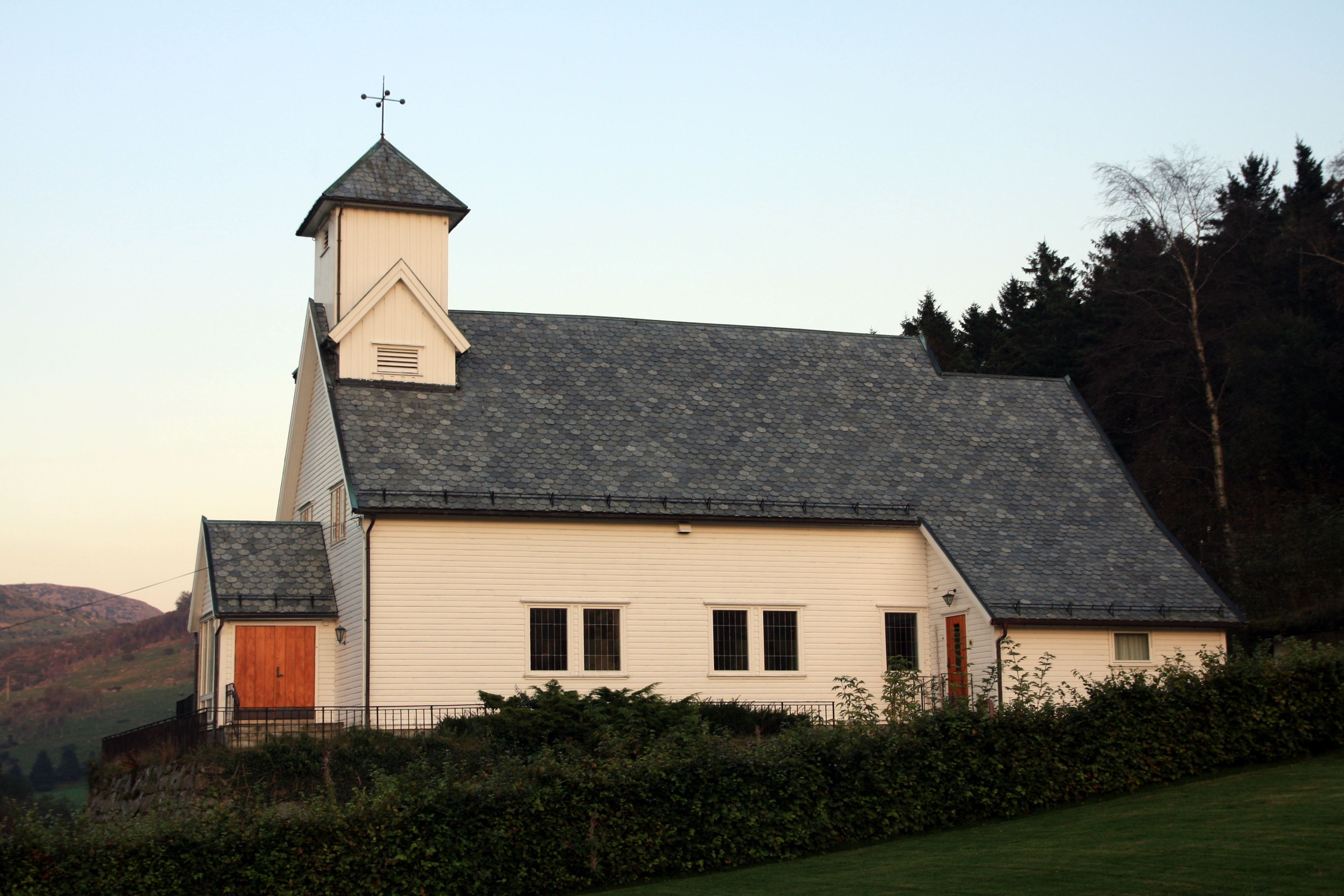
Vidéki evangélikus norvég templom

- Németországi Evangélikus Egyház - 20,7 millió (10,3 millió egyesült protestáns, azaz Evangélikus és református; 10,1 millió evangélikus; 0,3 millió református) [78]
- Mekane Yesus Etióp Evangélikus Egyház - 8,3 millió [79]
- Tanzániai Evangélikus Egyház - 6,5 millió [80]
- Svéd Egyház - 5,8 millió [81][82]
- Indiai Egyesült Evangélikus-Lutheránus Egyházak - 4,5 millió [83]
- Dán Népegyház - 4,3 millió [84][85]
- Bataki keresztény protestáns egyház - 4,0 millió [86]
- Finn Evangélikus-Lutheránus Egyház - 3,8 millió [87][88]
- Norvég Egyház - 3,7 millió [89][90]
- Amerikai Evangélikus-Lutheránus Egyház - 3,4 millió [91][92]
- Madagaszkári Evangélikus Egyház - 3,0 millió [93]
- Nigériai Krisztus Evangélikus Egyháza - 2,2 millió [94]
- Lutheránus Egyház – Missouri zsinat - 2,0 millió [95]
- Pápua Új-Guinea Evangélikus Egyház - 1,2 millió [96]
- Evangélikus Egyház Namíbiában - 0,7 millió [97]
- Evangélikus Hitvallás Evangélikus Egyháza Brazíliában - 0,6 millió [98]
- Evangélikus Egyház Dél-Afrikában - 0,6 millió [99]
- A Protestáns Keresztény Egyház - 0,5 millió
- Evangélikus Egyház a Namíbiai Köztársaságban - 0,4 millió
- Amerikai Evangélikus Szabad Egyház - 0,4 millió [100]
- Indonéz Keresztény Egyház - 0,3 millió
- Evangélikus gyülekezetek a Krisztus-misszióban - 0,3 millió [101]
- Kameruni Evangélikus Egyház - 0,3 millió [102]
- Ausztriai Augsburgi Hitvallás Evangélikus Egyháza - 0,3 millió [103]
- Evangélikus Egyház Zimbabwében - 0,3 millió [104]
- Lett Evangélikus-Lutheránus Egyház - 0,3 millió [105]
- Indonéziai Keresztény Protestáns Egyház - 0,3 millió
- Wisconsini evangélikus zsinat - 0,3 millió [106]
- Izlandi egyház - 0,2 millió [107]
- Simalungun protestáns keresztény egyház - 0,2 millió
- Brazil Evangélikus Egyház - 0,2 millió [108]
- Augsburgi protestáns egyház Elzász és Lotaringia hitvallása - 0,2 millió [109]
- Az augsburgi hitvallás Evangélikus Egyháza Szlovákiában - 0,2 millió [110]
- Magyarországi Evangélikus Egyház - 0,2 millió [111]
- Észt Evangélikus Egyház - 0,2 millió [112]

##### Kálvinizmus(református) - 75–80 millió

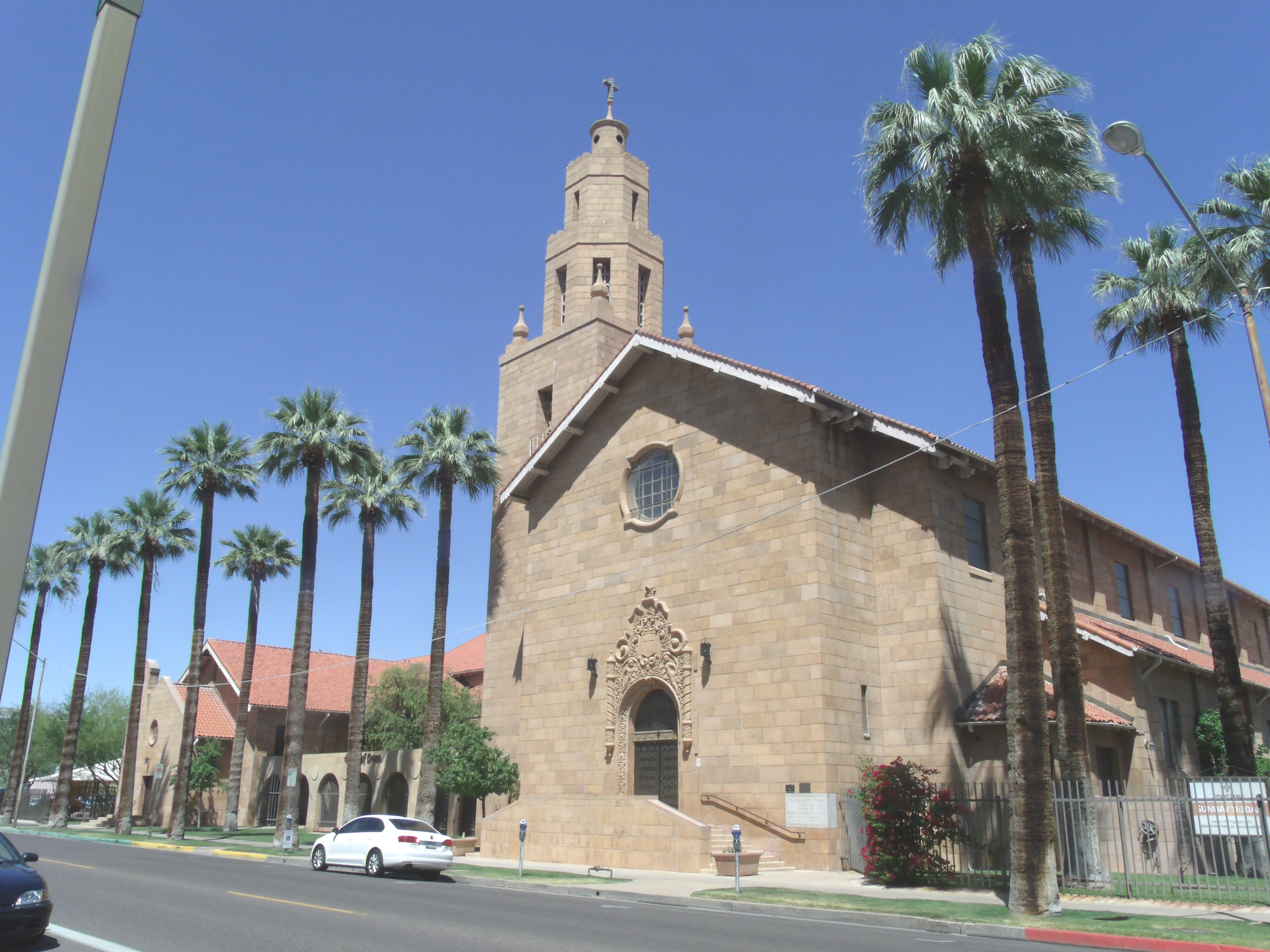
Presbiteriánius templom Arizonában (USA)

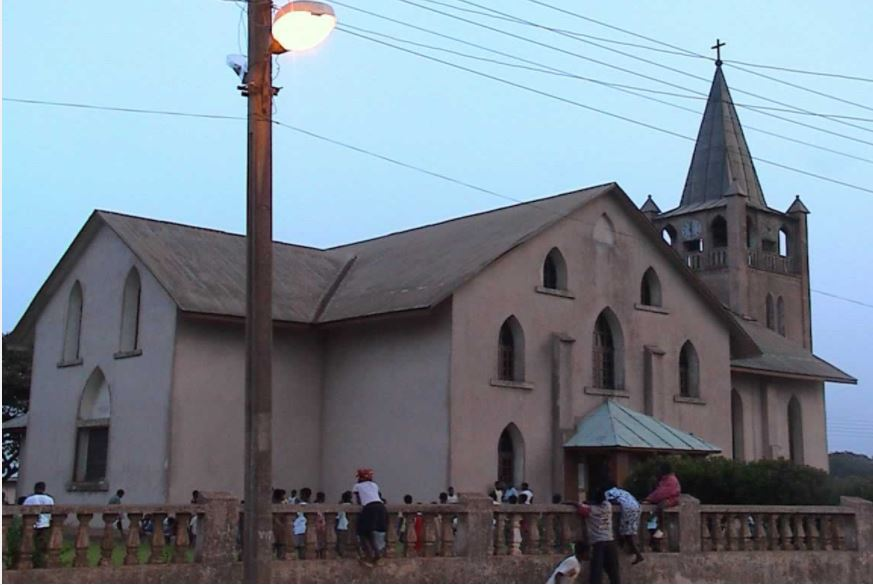
Presbiteriánius templom Ghánában (Akropong)

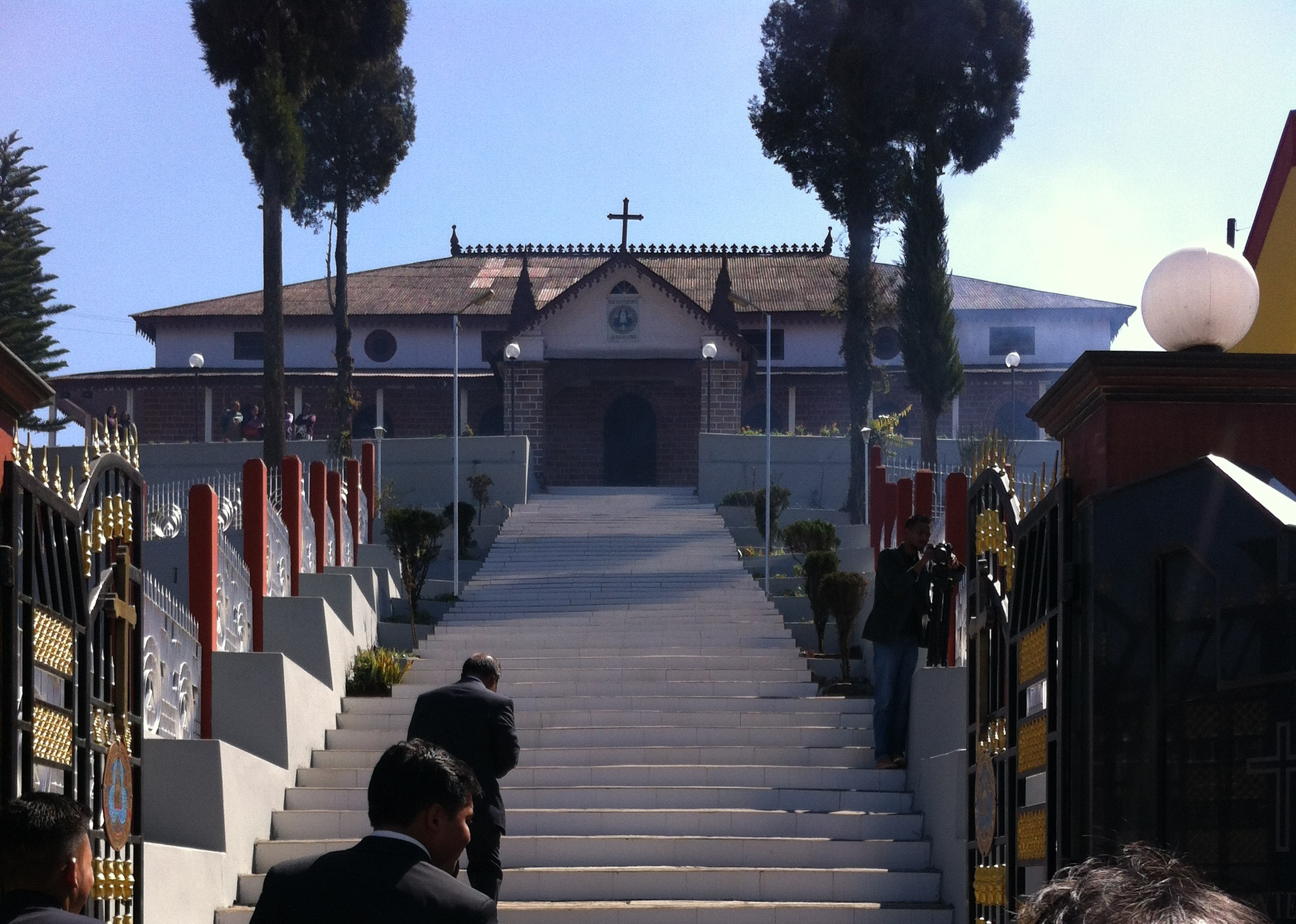
Presbiteriánius templom Indiában

A református hagyományt 75-80 millió hívő képviseli, akik a következő ágakhoz és egyházakhoz tartoznak:
- Presbiterianizmus – 40 millió
  - Presbyterian Church of East Africa – 4.0 millió[117]
  - Presbyterian Church of Nigeria – 3.8 millió[118]
  - Presbyterian Church of Africa – 3.4 millió[119]
  - National Presbyterian Church in Mexico – 2.8 millió[120]
  - Church of Christ in Congo–Presbyterian Community of Congo – 2.5 millió[121]
  - Presbyterian Church in Korea (HapDong) – 2.5 millió[122]
  - Presbyterian Church of Korea (TongHap) – 2.5 millió[123]
  - Presbyterian Church in Cameroon – 2.0 millió[124]
  - Presbyterian Church of Cameroon – 1.8 millió[125]
  - Church of Central Africa Presbyterian – 1.8 millió[126]
  - Presbyterian Church in Korea (BaekSeok) – 1.5 millió[127]
  - Presbyterian Church of India – 1.3 millió[128]
  - Presbyterian Church (USA) – 1.3 millió[129]
  - Presbyterian Church in Sudan – 1.0 millió[130]
  - Presbyterian Church of Brazil – 0.7 millió[131]
  - Evangelical Presbyterian Church, Ghana – 0.6 millió[132]
  - United Church of Christ in the Philippines – 0.5 millió[133]
  - Uniting Presbyterian Church in Southern Africa – 0.5 millió[134]
  - United Church of Canada – 0.4 millió[135]
  - Presbyterian Church in America – 0.4 millió[136]
  - Presbyterian Church of Pakistan – 0.4 millió[137]
  - Presbyterian Church in Korea (Koshin) – 0.4 millió
  - Church of Scotland – 0.3 millió[138]
  - Korean Presbyterian Church – 0.3 millió[139]
  - Presbyterian Church in Rwanda – 0.3 millió[140]
  - Uniting Church in Australia – 0.2 millió[141]
  - Presbyterian Church in Taiwan – 0.2 millió[142]
  - Presbyterian Church in Ireland – 0.2 millió[143]
- Református egyházak – 30 millió
  - Church of Jesus Christ in Madagascar – 3.5 millió[144]
  - Protestant Church in Indonesia – 3.1 millió[145]
  - United Church in Zambia – 3.0 millió[146]
  - Evangelical Church of Cameroon – 2.5 millió[147]
  - Swiss Reformed Church – 2.4 millió[148]
  - Christian Evangelical Church in Timor – 2.0 millió[149]
  - Protestant Church in the Netherlands – 1.7 millió[150]
  - Dutch Reformed Church in South Africa (NGK) – 1.1 millió
  - Christian Evangelical Church in Minahasa – 0.7 millió[151]
  - United Church in Papua New Guinea and the Solomon Islands – 0.6 millió[152]
  - Protestant Church in Western Indonesia – 0.6 millió[153]
  - Evangelical Christian Church in Tanah Papua – 0.6 millió[154]
  - Protestant Church of Maluku – 0.6 millió[155]
  - Magyarországi Református Egyház – 0.6 millió[156]
  - Romániai Református Egyház – 0.6 millió[157]
  - Uniting Reformed Church in Southern Africa – 0.5 millió[158]
  - Toraja Church – 0.4 millió[159]
  - Reformed Church of France – 0.4 millió[160]
  - Lesotho Evangelical Church – 0.3 millió[161]
  - Evangelical Christian Church in Halmahera – 0.3 millió[162]
  - Christian Church of Sumba – 0.3 millió[163]
  - Karo Batak Protestant Church – 0.3 millió[164]
  - Christian Reformed Church of Nigeria – 0.3 millió[165]
  - Reformed Church in Zambia – 0.3 millió[166]
  - Evangelical Reformed Church in Angola – 0.2 millió[167]
  - Reformed Church in America – 0.2 millió[168]
  - Christian Reformed Church in North America – 0.2 millió[169]
  - Kalimantan Evangelical Church – 0.2 millió[170]
  - Javanese Christian Church – 0.2 millió[171]
  - Indonesia Christian Church – 0.2 millió[172]
  - Church of Christ in the Sudan Among the Tiv – 0.2 millió[173]
  - Church of Lippe – 0.2 millió[174]
  - Evangelical Church of Congo – 0.2 millió[175]
  - Christian Evangelical Church of Sangihe Talaud – 0.2 millió[176]
  - Central Sulawesi Christian Church – 0.2 millió[177]
  - Evangelical Reformed Church in Bavaria and Northwestern Germany – 0.2 millió[178]
- Kongregacionalista egyházak – 5 millió
  - Evangelical Congregational Church in Angola – 0.9 millió[179]
  - United Church of Christ – 0.8 millió[180]
  - United Congregational Church of Southern Africa – 0.5 millió[181]

##### Metodizmus- 60–80 millió

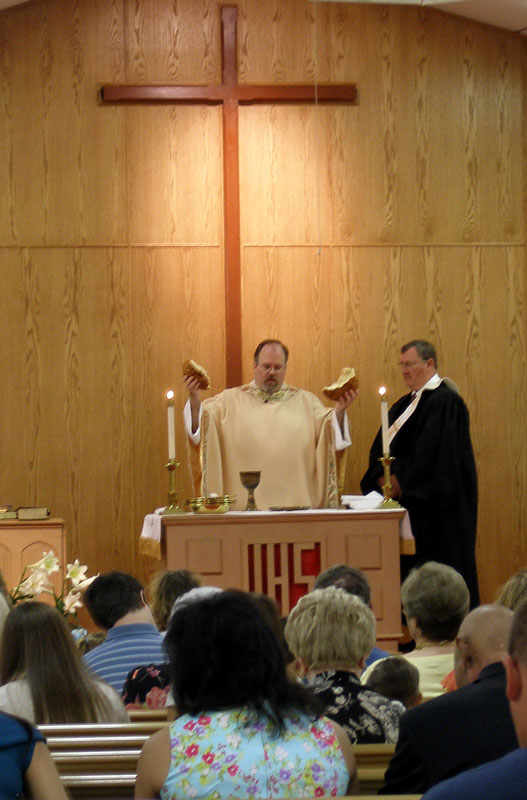
Metodista istentisztelet

A metodizmus hívőinek száma összesen 60-80 millió fő, akik a következő egyházakhoz tartoznak:
- Egyesült Metodista Egyház - 12 millió [184]
- Afrikai Metodista Püspöki Egyház - 2,5 millió [185]
- Názáreti Egyház - 2 millió [186]
- Nigériai Metodista Egyház - 2 millió [187]
- Üdvhadsereg - 1,8 millió [188]
- Dél-afrikai metodista egyház - 1,7 millió [189]
- Afrikai metodista püspöki cion egyház - 1,4 millió [190]
- Koreai Metodista Egyház - 1,3 millió [191]
- Elefántcsontparti Egyesült Metodista Egyház - 1 millió [192]
- Szabad Metodista Egyház - 0,9 millió [193]
- Keresztény Metodista Püspöki Egyház - 0,9 millió [194]
- Ghánai Metodista Egyház - 0,8 millió [195]
- Indiai Metodista Egyház - 0,6 millió [196]
- Kenyai Metodista Egyház  - 0,5 millió [197]
- Wesleyan-egyház - 0,4 millió [198]
- Nagy-Britannia metodista egyháza - 0,2 millió [199]
- Brazil Metodista Egyház  - 0,2 millió [200]
- Fidzsi és Rotuma Metodista Egyház - 0,2 millió [201]

##### Hetednapi Adventista Egyház- 21–22 millió

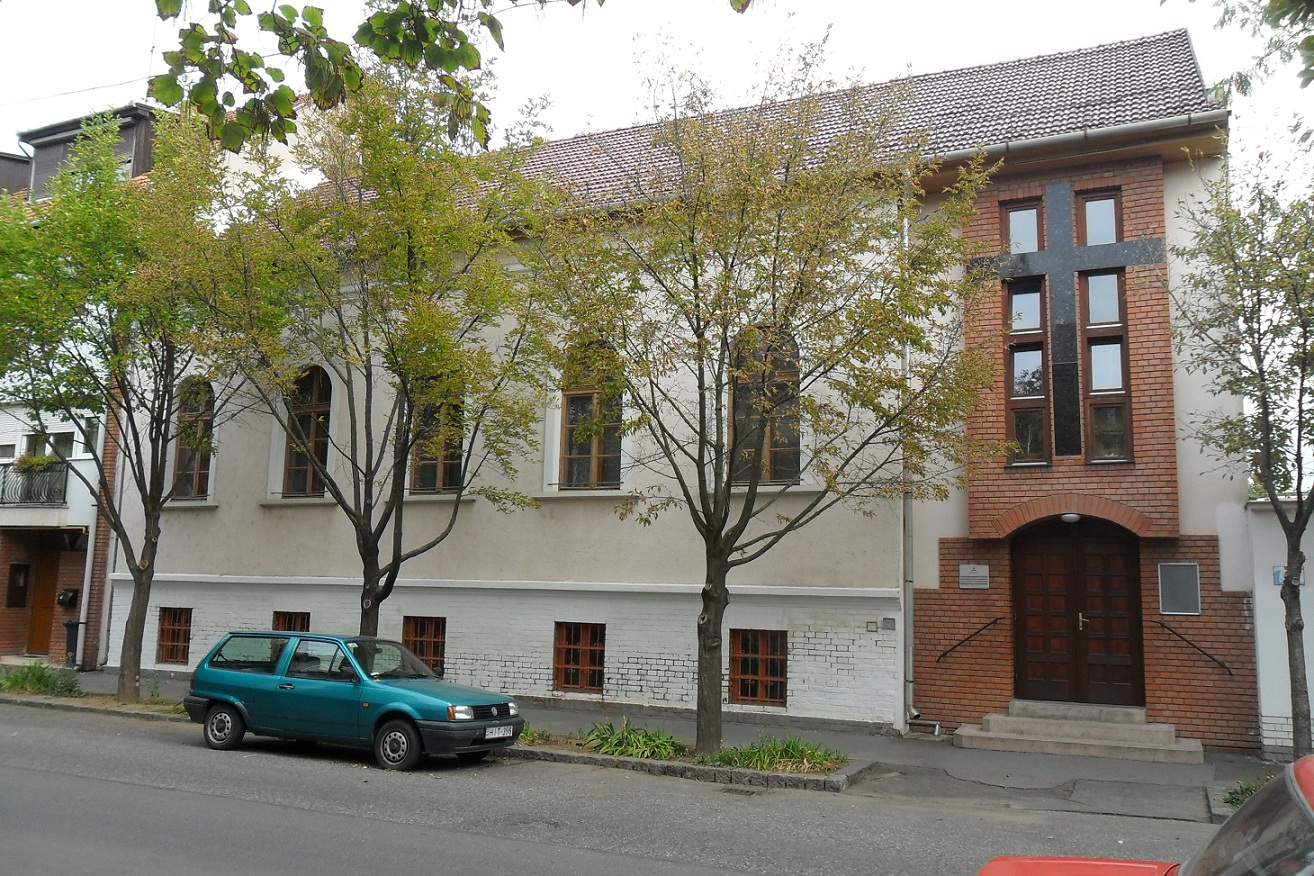
Adventista imaház Szegeden

A Hetednapi Adventista Egyház tagsága 21–22 millió hívő.

##### Restaurációs mozgalom- 7 millió
- Krisztus Egyházai - 5 millió
- Krisztus egyházai Ausztráliában - 0,05 millió
- Keresztény Egyházak és Krisztus Egyházai - 1,1 millió [72]
- Krisztus Tanítványainak Közössége Kongóban - 0,7 millió [204]
- Keresztény Egyház (Krisztus Tanítványai) - 0,4 millió [205]

##### Anabaptista mozgalom- 4 millió
- Mennoniták - 2,1 millió [206]

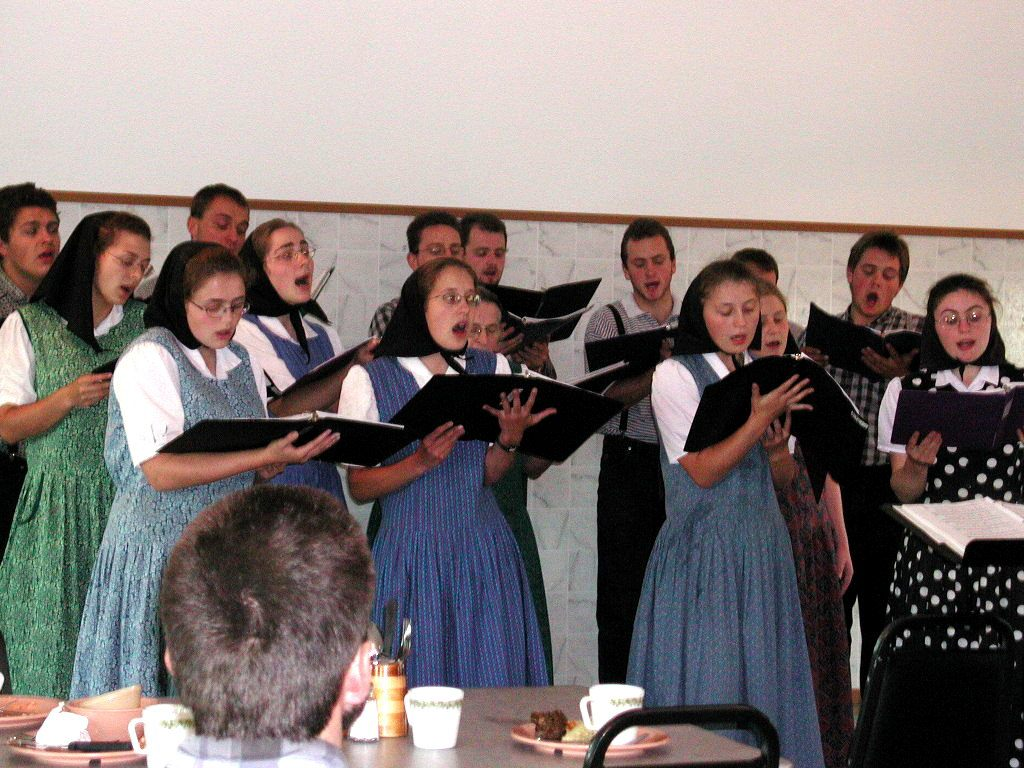
Az anabaptistákhoz tartozó hutteriták énekelnek egy istentiszteleten

- Schwarzenau testvérek (német anabaptisták) - 1,5 millió [207]
- Amishok - 0,3 millió
- Hutteriták - 0,05 millió

##### Keresztyén Testvérgyülekezet- 1 millió
A Keresztyén Testvérgyülekezet (Plymouth testvérek) tagsága körülbelül 1 millió hívőt számlál.

##### Husziták- 1 millió
- Herrnhuti testvérgyülekezet - 0,825 millió
- Csehszlovák Huszita Egyház - 0,14 millió
- Cseh-morva testvérek - 0,035 millió

#### Karizmatikus kereszténység– 600 millió
Az összes karizmatikus keresztény száma a 2010-es években világszerte 600 millió fő körül mozog.

##### Pünkösdizmus- 280 millió
A karizmatikusok közé tartozó klasszikus pünkösdi felekezetek tagjainak száma körülbelül 280 millió.

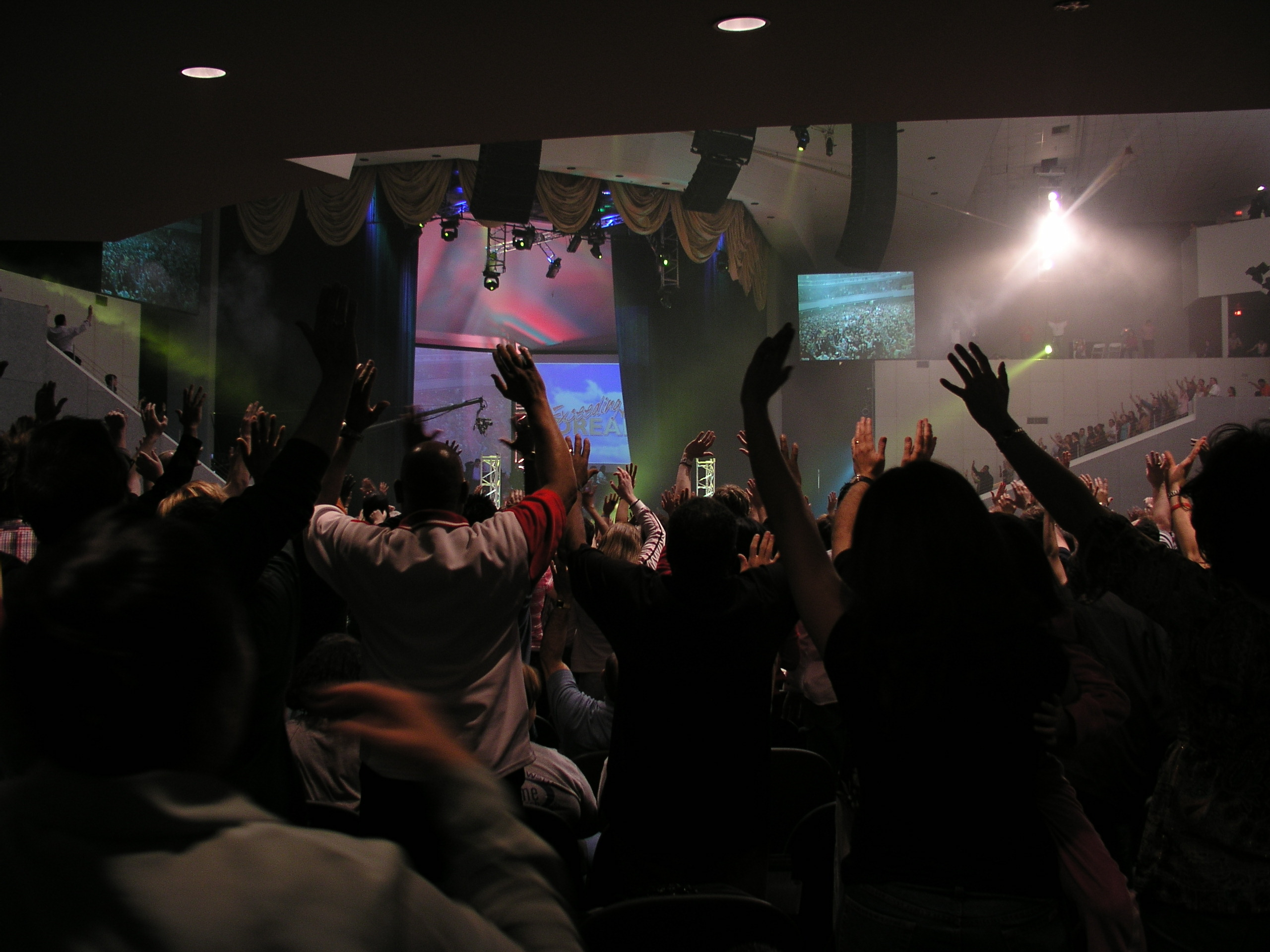
Pünkösdi istentisztelet Phoenixben

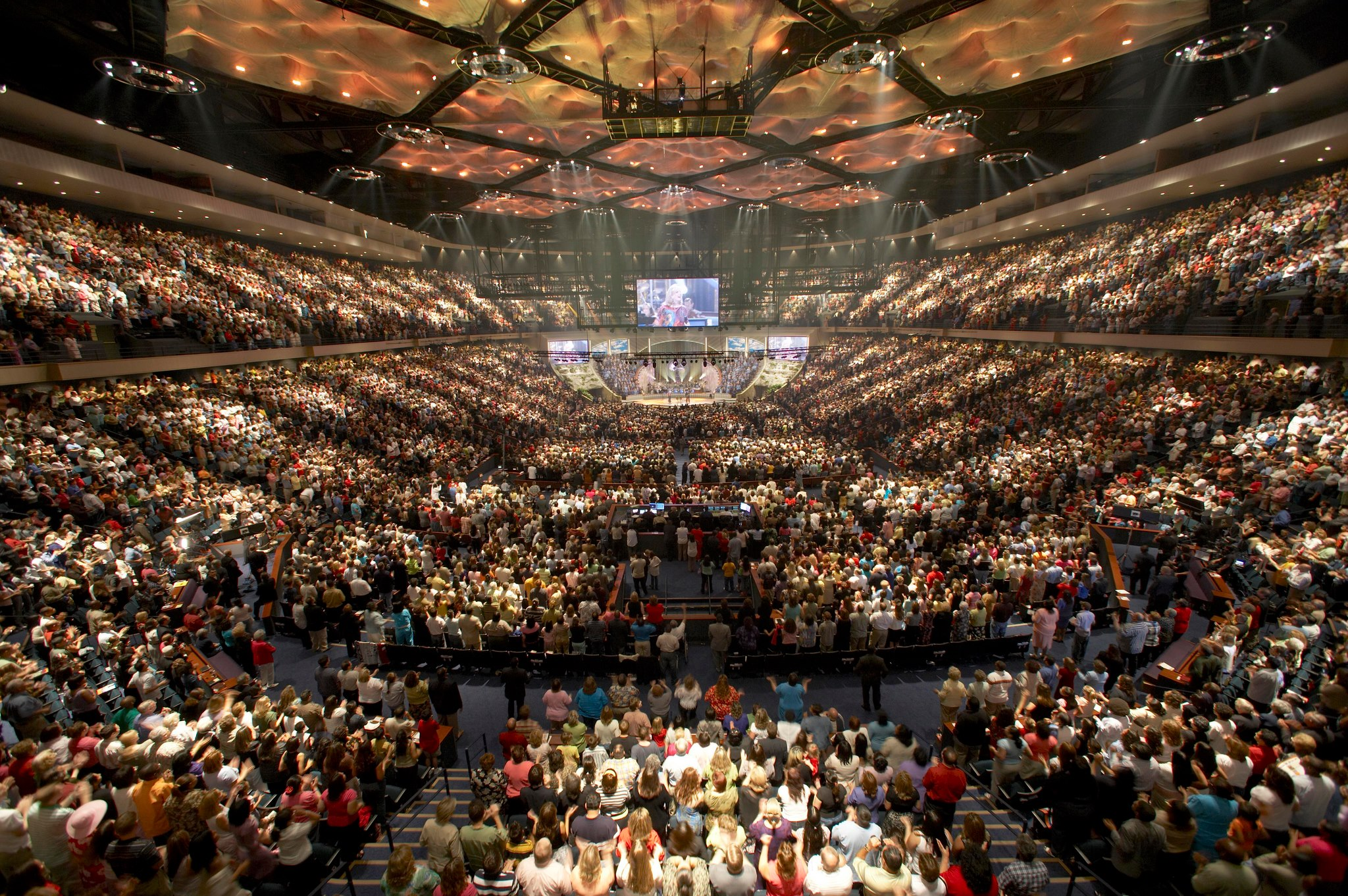
Ún. megachurch sok ezer karizmatikus hívővel, Lakewood Church, Houston, USA

- Isten Gyülekezetei  (Assemblies of God) - 69 millió [213]
- Apostoli Egyház (wd) - 15 millió
- International Circle of Faith - 11 millió [214]
- Fangcheng Fellowship - 10 millió [215]
- Kínai Gospel Testvériség - 10 millió
- Isten Egyháza (Cleveland, Tennessee) - 6 millió
- International Church of the Foursquare Gospel - 9 millió
- Isten Egyháza a Krisztusban - 6,5 millió [216]
- Jesus Is Lord Church Worldwide - 5 millió
- Nemzetközi Pünkösdi Szentségi Egyház - 4 millió
- Pünkösdi Misszió - 2,5 millió
- Brazíliai Keresztény Gyülekezet - 2,5 millió
- Igaz Jézus Egyház - 2,5 millió
- Pünkösdi Egyház - 2,1 millió
- Isten Országának Egyetemes Egyháza - 2 millió
- Dél-afrikai Apostoli Hit Misszió - 1,2 millió
- Church of God of Prophecy - 1,5 millió
- Ruandai Pünkösdi Egyházak Egyesülete - 1 millió
- Isten a szeretet pünkösdi egyháza - 0,8 millió
- Association of Vineyard Churches - 0,3 millió [217]

##### Nem felekezeti kereszténység - 80–100 millió
- Calvary Chapel - 25 millió
- Keresztény és Missziós Szövetség - 6 millió [218]
- Újraszületés Mozgalom - 3 millió [219]
- Isten egyháza (Anderson, Indiana) - 1,2 millió

##### Afrikai intézményesült egyházak- 60 millió

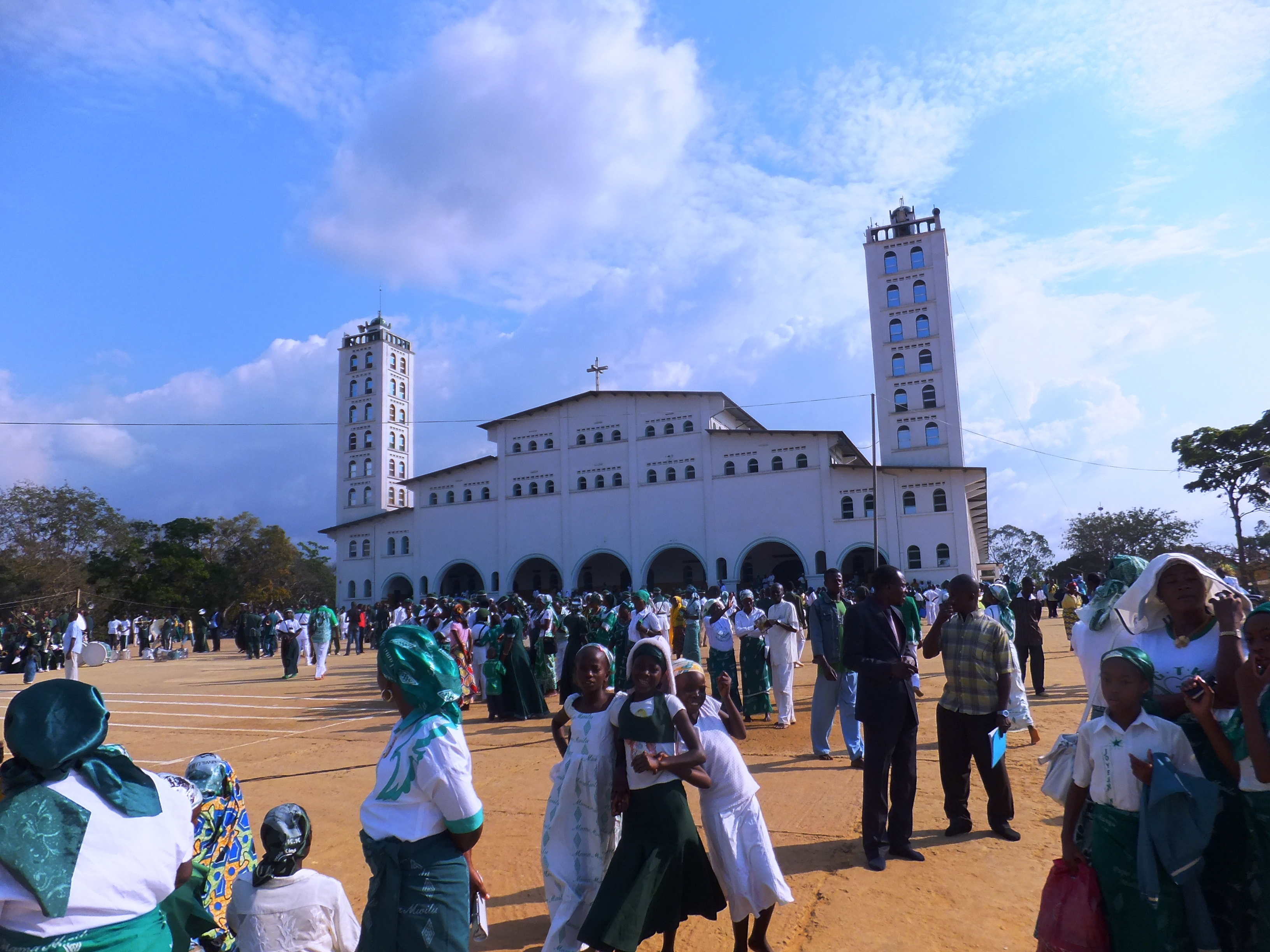
A kimbangizmus temploma hívőkkel Nkamba-ban (Kongói Demokratikus Köztársaság)

60 millió hívő tartozik az afrikai intézményesült egyházakhoz.
- Cion Keresztény Egyház - 15 millió
- Eternal Sacred Order of Cherubim and Seraphim - 10 millió
- Kimbangista Egyház - 5,5 millió
- Megváltott Isten Keresztény Egyháza - 5 millió [221]
- Az Úr Egyháza (Aladura) - 3,6 millió [222]
- Afrikai Intézményesített Egyházak Tanácsa - 3 millió [223]
- Church of Christ Light of the Holy Spirit - 1,4 millió [224]
- Afrikai Szentlélek Egyház - 0,7 millió [225]
- African Israel Church Nineveh - 0,5 millió [226]

##### Új Apostoli Egyház- 10 millió
Az Új Apostoli Egyháznak körülbelül 10 millió híve van.

### Ortodox kereszténység- 220 millió

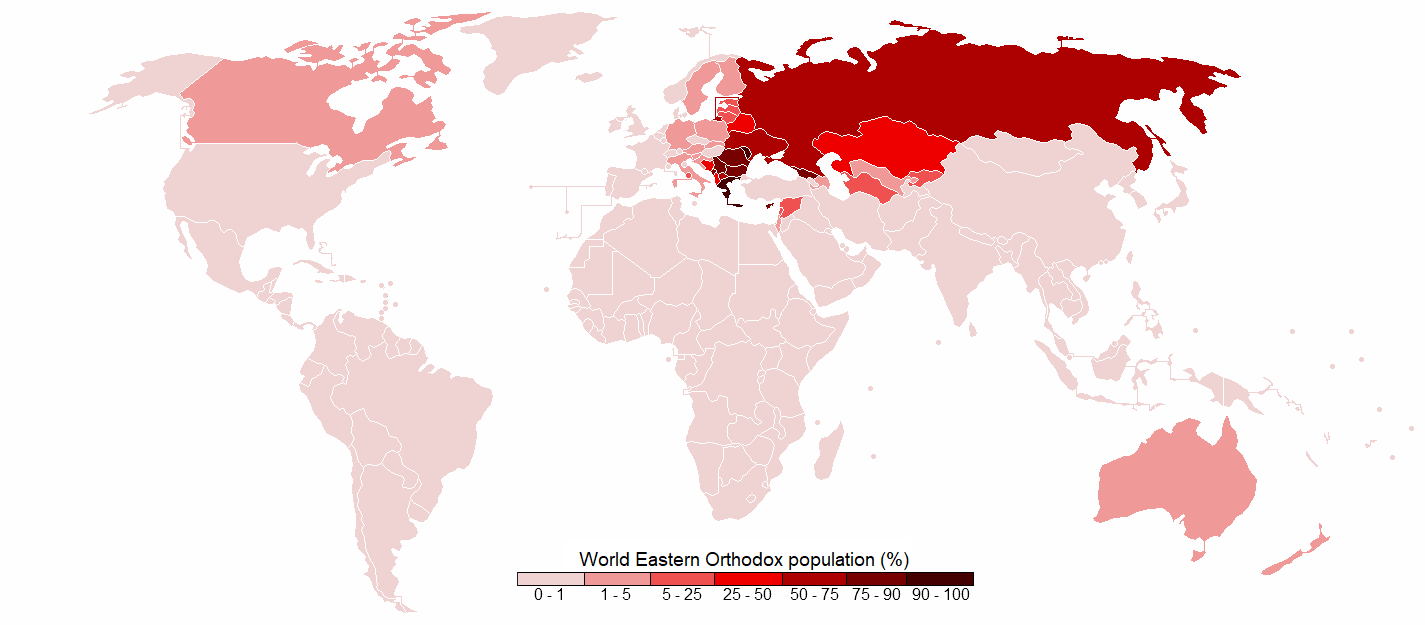
Az ortodox kereszténység térképe a népesség százalékában.

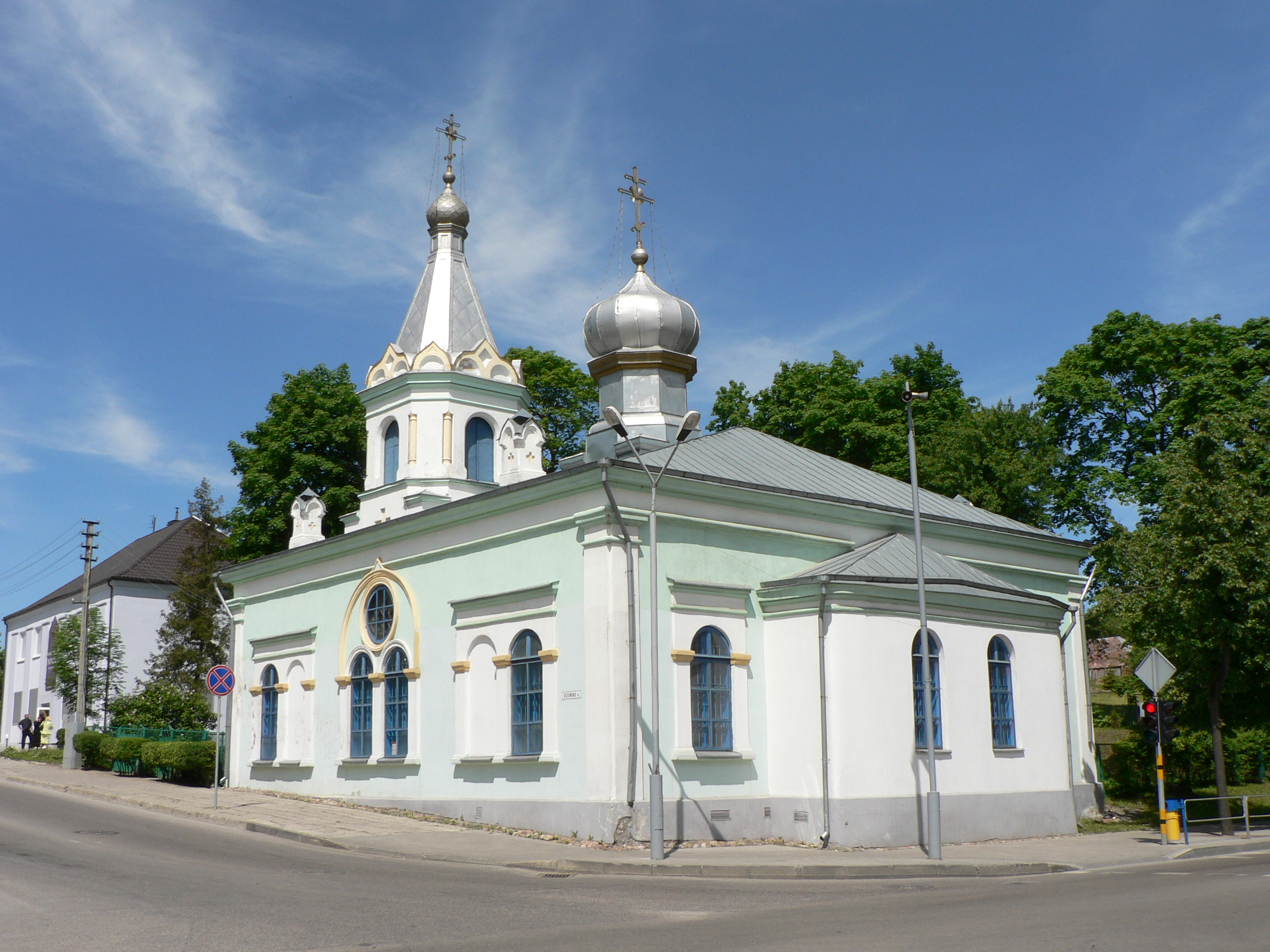
Orosz ortodox templom Litvániában

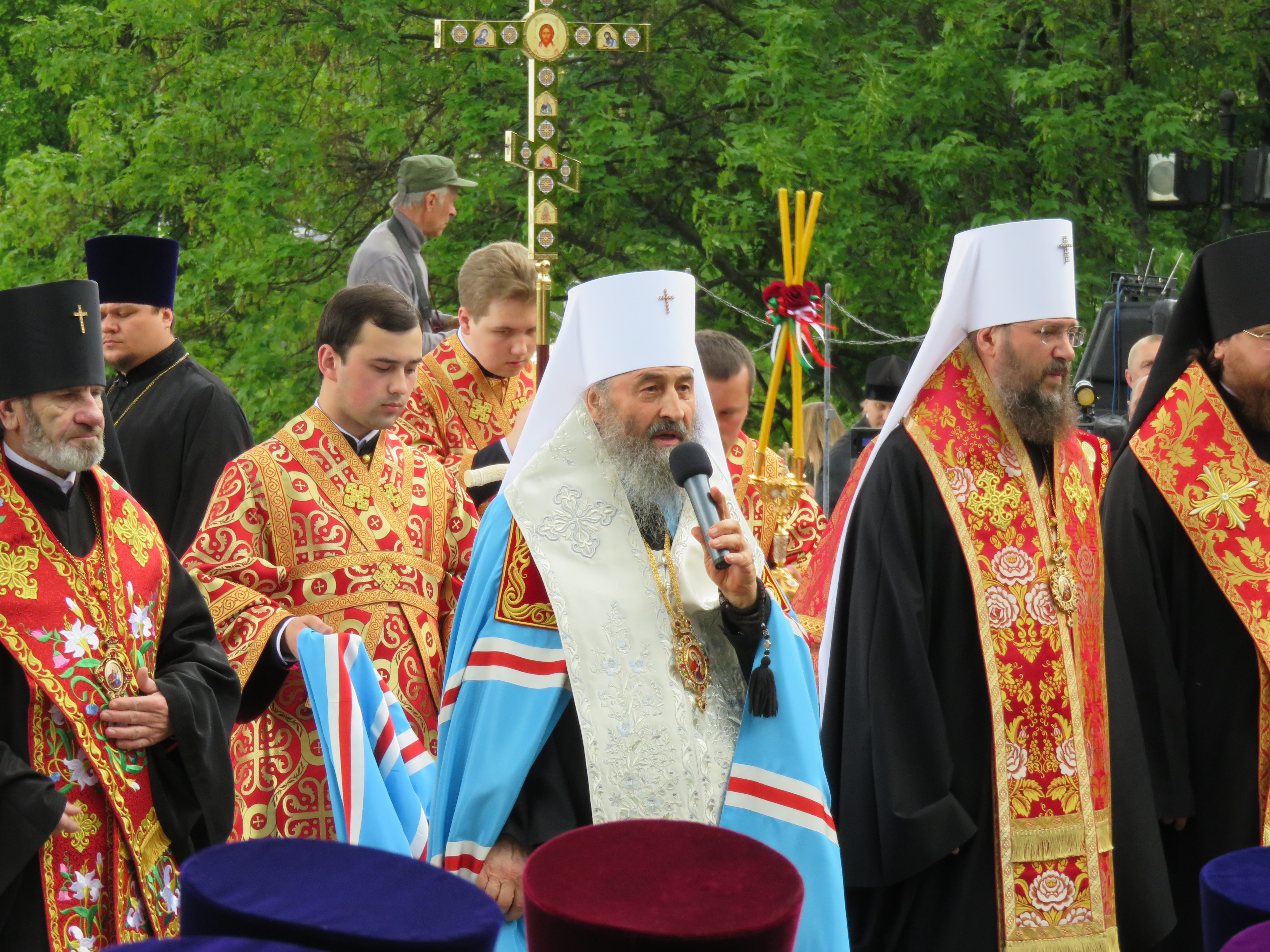
Ukrán ortodox papok

A keleti ortodox keresztények száma becslések alapján 220 millió  vagyis az összes keleti keresztény 80% -a. Fő irányzata a különféle autokefál egyházakból, az autonóm és a hozzájuk kanonikusan kapcsolódó egyházakból áll, amelyek többnyire egyetlen közösséget alkotnak, így az ortodox kereszténység az egyik legnagyobb közösség. Rajtuk kívül számos csoport és nem általánosan elismert egyház működik.
Autokefál egyházak - 166 millió
- Orosz Ortodox Egyház - névlegesen 100 millió [229][230][234][235][236]
- Román Ortodox Egyház - 17–18,8 millió  [237][238]
- Görög egyház - 10 millió
- Szerb Ortodox Egyház - 8-12 millió  [239]
- Bolgár ortodox egyház - 8-10 millió
- Konstantinápolyi Ökumenikus Patriarchátus - 5,25 millió
- Antiochiai Görög Ortodox Egyház - 4,3 millió
- A grúz ortodox egyház - 3,5 millió
- Ciprusi Egyház - 0,7 millió
- Lengyel Ortodox Egyház - 0,6 millió
- Az alexandriai görög ortodox egyház - 0,5 millió [240]
- Albán Ortodox Egyház - 0,4 millió
- Jeruzsálem görög ortodox egyháza - 0,4 millió
- Cseh és Szlovák Ortodox Egyház - 0,075 millió

Autonóm egyházak - 13 millió
- Ukrán Ortodox Egyház (Moszkvai Patriarchátus) - 7,2 millió [241]
- Kisinyov és egész Moldova metropolita egyház (Moszkvai Patriarchátus) - 3,2 millió
- Orosz Ortodox Egyház Oroszországon kívül - 0,4 millió [242][243]
- Metropolitan Church Besszarábia (Moldova) (Román Patriarchátus) - 0720000
- Ortodox Ohridi Érsekség (Észak-Macedónia) - 0,34 millió
- Észt ortodox egyház (moszkvai patriarchátus) - 0,3 millió
- Finn Ortodox Egyház (Ökumenikus Patriarchátus) - 0,06 millió
- Kínai Ortodox Egyház (Moszkvai Patriarchátus) - 0,03 millió
- Japán Ortodox Egyház (moszkvai patriarchátus) - 0,03 millió
- Lett Ortodox Egyház (Moszkvai Patriarchátus) - 0,02 millió
- Észt Ortodox Egyház (ökumenikus patriarchátus) - 0,02 millió

A fenti ortodox egyházakkal közös, de vitatott autokefáliával rendelkező egyházak - 1 millió
- Amerikai ortodox egyház - 1 millió

Nem általánosan elismert egyházak - 18–24,27 millió
- Ukrán ortodox egyház - 12–18 millió
- Belorusz Autokefál Ortodox Egyház - 2,4 millió
- Macedón Ortodox Egyház - 2 millió
- Görög Ortodox Egyház (Szent Zsinat ellenállásban) - 0,75 millió
- Régi naptárú román ortodox egyház - 0,50 millió
- Régi naptárú bolgár ortodox egyház - 0,45 millió
- Ortodox egyház Olaszországban - 0,12 millió
- Montenegrói ortodox egyház - 0,05 millió

Egyéb ortodox csoportok - 6 millió
- Óhitűek - 5,5 millió
- Valódi Ortodox Keresztények - 0,86 millió
- Igazi Ortodox Egyház - 0,85 millió
- Evangélikál Ortodox Egyház - 0,07 millió

### Antikhalkédóni egyházak- 62 millió

Az antikhalkédóni egyházak hívei a népesség százalékában

Az antikhalkédóni egyházak azok, amelyek 451-ben elutasították a khalkédóni zsinatot. Becslések szerint világszerte 62 millió hívője van.
Autokefál egyházak - 61,7 millió
- Etióp ortodox Tewahedo egyház - 37 millió [247][248][249][250][251]
- Az alexandriai kopt ortodox egyház - 10 millió [252][253][254][255][256]
- Örmény Apostoli Ortodox Egyház - 9 millió [257][258]
  - Szent Ecsmiadzin kolostor - 6 millió
  - Kiliciai Szentszék - 1,5 millió
  - Konstantinápolyi örmény patriarchátus - 0,5–0,7 millió [259]
  - Jeruzsálem örmény patriarchátusa - 0,34 millió
- Szíriai Ortodox Egyház - 1,7 millió [260][261]
  - Szír malankara ortodox egyház - 1,2 millió [262]
- Eritreai ortodox Tewahedo-egyház - 2 millió [263]
- Malankara ortodox szír egyház - 2 millió [264]

Autonóm egyházak - 0,01 millió
- Francia kopt ortodox egyház - 0,01 millió

Nem közösségben levő egyházak - 0,07 millió
- Malabár Független Szíriai Egyház - 0,06 millió
- Brit Ortodox Egyház - 0,01 millió

### Restaurációs Szentháromság-tagadók - 35 millió

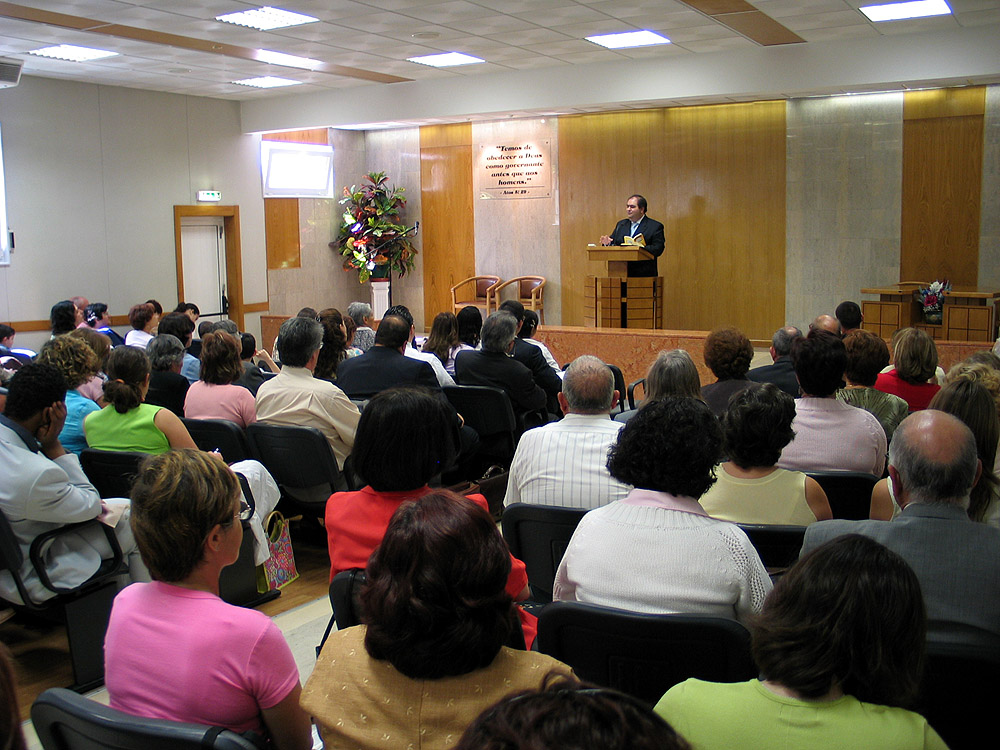
Jehova Tanúi az ún. Királyságteremben

Utolsó Napi Szent mozgalom ( mormonizmus ) - 16,7 millió
- Az Utolsó Napok Szentjeinek Jézus Krisztus Egyháza - 16,5 millió [265]
- Krisztus közössége - 0,25 millió [266]

Jehova Tanúi - 8,5 millió 
Pünkösdi - 6 millió
- Egyesült Nemzetközi Pünkösdi Egyház - 4 millió
- A világ pünkösdi közgyűlése - 1,5 millió

Kisebb felekezetek - 4,4 millió
- Iglesia ni Cristo - 2,3 millió [268]
- Egyesítő Egyház - 1-2 millió [269]
- La Luz del Mundo
- Unitárius Univerzalizmus - 0,6 millió [270]
  - Unitárius Univerzalista Szövetség - 0,2 millió [271]
- Krisztus egyháza - 0,4 millió
- Krisztadelfiánusok - 0,06 millió
- Family International - 0,01 millió

### Keleti protestáns kereszténység - 22 millió
Keleti protestáns kereszténység (vagy keleti Református Kereszténység) a kereszténység egy hibrid ága, amely részben protestáns, részben a keleti kereszténység elemeiből épül fel. Néhány egyház közösségben van nyugati protestáns egyházakkal.
A protestáns keleti kereszténység azonban önmagában nem alkot egyetlen közösséget. Ennek oka az ebbe a kategóriába tartozó felekezetek sokféle vallási gyakorlata, liturgiája és orientációja.
- Etióp-Eritreai Evangélikus Egyház - 16,5 millió
- Hívők Keleti Egyháza - 3,5 millió
- Mar Thoma Szír Egyház - 1,6 millió [274][275]
- Örmény Evangélikus Egyház - 0,25 millió

### Kelet Egyháza - 0,6 millió
A Kelet Egyháza vagy más néven Perzsa Egyház vagy nesztoriánius egyház egy keleti keresztény egyház a keleti szír rítus szerint Mezopotámiában. A korai keleti kereszténység három fő ágának egyike volt, amely az 5. és 6. század krisztológiai vitáiból fakadt. 
1830-ra két egységes patriarchátus és különálló egyház maradt: a Asszír keleti egyház és a káldeus katolikus egyház (utóbbi a Szentszékkel közös keleti katolikus egyház, azaz elfogadja vezetőjéül a római pápát. ). A Kelet Ősi Egyháza 1968-ban szakadt el az Asszír Keleti Egyháztól. 2017-ben a káld katolikus egyháznak körülbelül 628 ezer tagja volt, az Asszír keleti Egyháznak 323 ezer, míg a Kelet Ősi Egyházának 100 ezer tagja volt.
- Asszír keleti egyház - 0,3–0,5 millió
- Kelet Ősi Egyháza - 0,1 millió